# اولاو آوکروست
اولاو آوکروست (انگلیسی: Olav Aukrust; ۲۱ ژانویهٔ ۱۸۸۳ – ۳ نوامبر ۱۹۲۹) شاعر، آموزگار اهل نروژ بود. وی بین سال‌های ۱۹۱۶ تا ۱۹۲۹ میلادی فعالیت می‌کرد.